# 渋谷キャスト
渋谷キャスト（しぶやキャスト、SHIBUYA CAST.）は、東京都渋谷区渋谷一丁目にある店舗、事務所、共同住宅などからなる複合施設である。

## 概要
渋谷キャストは、都営住宅「宮下町アパート」跡地を、都が定期借地権（運営期間70年）を設定し、事業者を公募。当選した渋谷Creator's Platformを構成する東京急行電鉄 (現：東急)、大成建設、サッポロ不動産開発、東急建設が出資する「渋谷宮下町リアルティ」が複合施設を建設し、2017年4月28日に開業した。
宮下公園横に立地し、「渋谷」と「原宿」二つのまちが交わる結節点であるキャットストリート（旧渋谷川遊歩道路）の起点に位置する。周囲は渋谷から原宿、それに青山方面にも接続する結束点でありながらも老朽化した都営住宅が並ぶ、渋谷では珍しい「未開の地」と言える土地であった。渋谷・青山・原宿の3つの街それぞれの文化の結節・交流を図り、新たな文化拠点を想像する狙いで再開発された。
渋谷キャストの名前は「配役、役を割り当てる」を意味する英語「Cast」と、建物が接する通り「Cat Street」から名付けられた。
建物は地下2階地上16階建て。商業施設や通常のオフィスとシェア型オフィス、賃貸住宅などが入る。また賃貸住宅にはサービスアパートメントも一部用意されている。2018年にはグッドデザイン賞を受賞した。

## フロア
- 13～16階 - 賃貸住宅
- 2～13階 - 事務所
- 地下1階、1階 - 店舗、多目的スペース

地下1階は明治通りと同じ高さ、1階は美竹公園側の道路と同じ高さになっている。

## ギャラリー

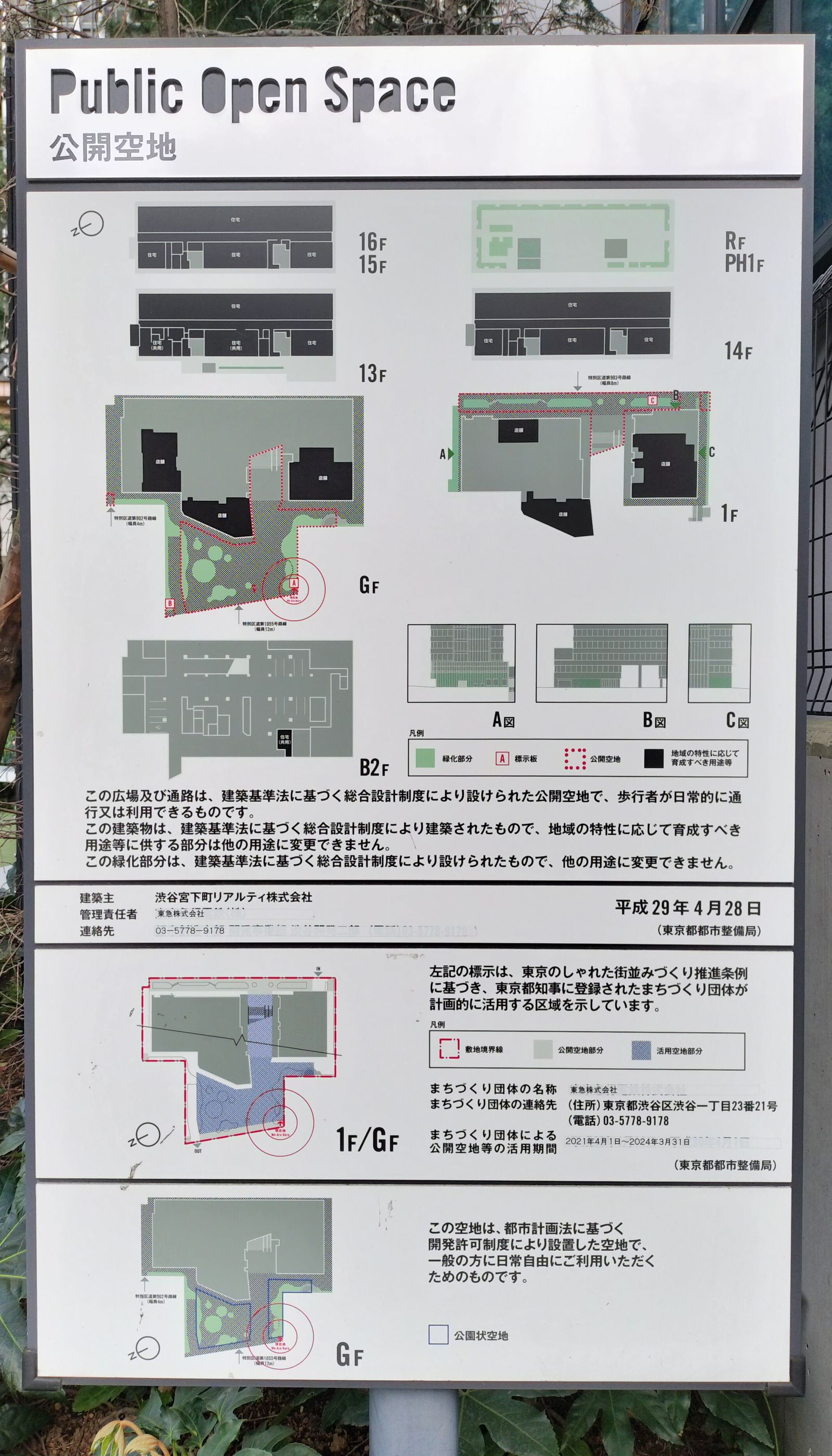
公開空地の掲示